# Kereo
Kereo is een bestuurslaag in het regentschap Tangerang van de provincie Banten, Indonesië. Kereo telt 19.717 inwoners (volkstelling 2010).